# Cercocarpus macrophyllus
Cercocarpus macrophyllus är en rosväxtart som beskrevs av C. Schneid.. Cercocarpus macrophyllus ingår i släktet Cercocarpus och familjen rosväxter. Inga underarter finns listade i Catalogue of Life.